# Purbimodus minor
Purbimodus minor is een fossiele soort schietmot uit de familie Vitimotauliidae.